# Himantura undulata
Himantura undulata е вид хрущялна риба от семейство Dasyatidae. Видът е световно застрашен, със статут Уязвим.

## Разпространение
Разпространен е във Виетнам, Индия, Индонезия, Камбоджа, Китай, Малайзия, Мианмар и Тайланд.